# 다크 나이트 (1982년 영화)
다크 나이트(One Dark Night)는 미국에서 제작된 톰 맥러플린 감독의 1983년 영화이다. 멕 틸리 등이 주연으로 출연하였고 마이클 슈뢰더 등이 제작에 참여하였다.

## 출연

### 주연
- 멕 틸리

### 조연
- 로빈 에반스
- 도널드 호튼
- 엘리자베스 데일리
- 데이빗 메이슨 다니엘스
- 아담 웨스트

## 제작진
- 미술: 크레그 스턴즈
- 의상: 린다 M. 배스